# محافظه الحرث
محافظه الحرث (به عربی: محافظة الحرث) یک منطقهٔ مسکونی در عربستان سعودی است که در استان جازان واقع شده‌است.